# Mysločovice
Mysločovice település Csehországban, a Zlíni járásban. Mysločovice Míškovice, Lechotice, Hostišová, Machová, Sazovice és Racková településekkel határos. Lakosainak száma 718 fő (2024. január 1.).

## Népesség
A település lakosságának változását az alábbi diagram mutatja:
| Lakosok száma | 370  | 522  | 525  | 571  | 634  | 631  | 636  | 625  | 676  | 718  |
|               | 1869 | 1900 | 1921 | 1961 | 1980 | 2011 | 2016 | 2019 | 2021 | 2024 |